# 백낙준
백낙준(白樂濬, 1895년 3월 9일~1985년 1월 13일)은 대한민국의 정치인이다. 참의원과 제2대 문교부 장관을 지냈다.
그는 일제강점기와 대한민국의 교육자, 국문학자이자 한글학자, 기독교사학자, 정치가였다. 문교부 장관 직책을 지낸 그의 본관은 수원(水原), 호(號)는 용재(庸齋), 미국식 이름은 조지 페이크(George Paik), 일본식 이름은 시라하라 라쿠준(白原樂濬).
1960년부터 1961년까지 참의원 의원이었고, 1960년 8월부터 1961년 5월 16일까지 참의원 의장이었다. 주로 연희전문학교와 연희대학교와 연세대학교의 문학과 교수로 활약하였고, 보성전문학교와 이화여자전문학교, 근화여자실업학교의 문과 교수로도 출강하였으며, 1927년부터 사망시까지 교수로 활동하면서도 사회단체, 학술단체의 회원으로도 활동했다. 1952년 교육자치제를 처음 제안하여, 이때 각 교육청이 설치되었다. 아호는 용재(庸齋), 영어 이름은 조지 백(George Paik)이고 그의 부인은 최이권 前 서울YWCA 명예총재 겸 명예회장이며 최이순 前 대한적십자사 부총재는 그의 처제이다.
미국 파크 대학교 역사학과와 프린스턴 신학교, 프린스턴 대학교 대학원에서 수학하였다. 1927년에 연희전문학교와 보성전문학교의 교수가 되고 1945년 12월에 연희전문학교 교장을 맡았다. 1946년에 연희전문학교가 연희대학교로 승격되면서 연세대학교 초대 총장이 되었다. 1945년 9월부터 12월까지는 서울대학교의 전신인 경성제국대학교 법문학부 교수와 학부장을 역임하였다. 1938년 영국 왕립역사학회 회원이 되고 그해 영국왕립아시아학회 한국지부 이사장에 선출됐다.
1950년부터 1952년 10월까지 문교부 장관을 지냈고, 이승만으로부터 국무총리 서리로 임명되었으나 민국당의 반대로 부결되었다. 1960년부터 1961년까지 제5대 참의원 의원과 참의원 의장을 역임하였다. 1960년대에는 야당 지도자로 활동하였다. 한때 국토통일원 고문으로 위촉되었으나 박정희의 삼선개헌과 10월 유신에 반대하여 다시 야당 지도자가 되었다.
1952년 그는 의무교육과 교육자치제를 제안하였다. 신익희, 김구 등과 국민대학설립기성회에도 참여하여 국민대학교의 설립, 개교에도 관여하였다. 그는 역사학을 전공한 그는 국문학, 한글학 외에도 개신교 역사학자로도 활동했으며 주로 한국의 개신교사를 다루었다. 그는 대한교육연합회와 한국행정연구회(한국행정학회의 전신)의 창립에도 관여하였고, 1956년부터 59년까지 한국행정학회 초대 회장, 1956년 대한교육연합회(한국 교총의 전신)의 회장을 지냈다. 연세대학교의 교육과학대학이 있는 용재관은 그의 호에서 유래하였다. 본관은 수원이다. 평안북도 정주군 출신.

## 생애

### 생애 초기
1895년(고종 33년)에 평안북도 정주군 관주면 관삼동에서 농부 백영순의 넷째 아들로 태어났다. 어려서 한학을 수학하다가 1910년(융희 4년) 봄에 평안북도 선천군의 신성중학교(信聖中學校)에 입학하였다. 중학교 재학 중 그는 선교사였던 교장 윤산온(尹山溫, McCune,G.S.) 목사의 실천에 감동받아 그의 영향을 받았다. 윤산온은 중학교 재학 중이던 그를 신성소학교의 강사로 채용하였으며, 윤산온은 백낙준의 후견인이 되었다. 1913년에 중학교를 졸업하고 바로 신성소학교의 교사에 채용되었다. 1913년 중화민국 허베이성 톈진의 신학서원에 입학하여 1917년 졸업하였다. 유학 중이던 1914년 이후에도 그는 신성소학교 교사직을 유지하였다.
1916년 미국에 건너갔으며 막노동을 하며 학비를 마련하였다. 1918년에 미국 파크 대학교 역사학과에 입학하였다. 1922년에 파크 대학교 역사학과를 졸업하고 프린스턴 신학교에 편입학하여 1922년부터 1925년까지 프린스턴 신학교에서 신학을 수학하였다. 대학 재학 중에도 그는 윤산온의 후원 외에도 고학으로 학비와 생활비를 마련하였으며, 1923년에 프린스턴 대학교 대학원, 1925년에는 예일 대학교 대학원에서 종교역사를 수학하였고 1927년에 논문 <조선신교사 (朝鮮新敎史)>로 신학박사 학위를 받았다.

### 일제 강점기 활동

#### 교육자 생활
귀국한 뒤 조선YMCA기독교청년회에 가입하여 YMCA청년회 이사가 되고 조선기독교서회 이사에도 선임되었다. 1927년 유억겸의 추천으로 연희전문학교의 문과 교수가 되었으며 같은 기독교계 학교인 이화전문학교 등에도 출강하며 당시 이 학교 학감이던 김활란 등과도 교분을 쌓게 된다. 같은 해 연희전문학교 문과 학과장에 임명되었다. 백낙준은 이 밖에 당시 보성전문학교를 경영하고 있었던 인촌 김성수와도 친분을 쌓았다. 그리고 근화여자실업학교에도 문과 교수로 출강하였다. 1938년에는 영국 왕립역사학회 회원이 되고 영국왕립아시아학회 한국지부 이사에도 선임되었다.
1934년 5월 7일 이병도 등과 진단학회의 창립에 참여하여 발기인 및 창립회원이 되었다. 조선민속학회의 창립에도 창립 발기인의 한 사람으로 참여하였고 조선어학회에서도 추천받아 회원이 되었다. 그는 연희전문, 보성전문의 강의활동 외에도 영국과 미국의 기독교계를 중심으로 학술, 강연 활동을 돌아다녔으나 조선어학회 관련자로 지목되어 조선총독부 경무국으로부터 요시찰 대상이 되었다.
1939년 여름 강연을 마치고 귀국했다가 종로경찰서에 체포, 투옥되었다가 풀려났다. 투옥 중 연희전문학교와 보성전문학교, 이화여자전문학교 문과 교수직을 모두 사임하였다.

#### 태평양 전쟁 전후
백낙준은 독실한 개신교신자로 <한국기독교교회사>를 집필할 정도로 교계와 깊은 교감을 갖고 있었다. 미국 예일대학교에서 박사학위를 받은 백낙준은 이화여대 총장을 지낸 김활란과 같이 친일인사보다는 민족 교육의 선각자로서 더욱 널리 알려져 있지만 조선임전보국단 발기인, 전쟁용 비행기 헌납 지원단체인 조선장로교신도 애국기헌납기성회 부회장을 지내면서 일제가 일으킨 태평양 전쟁을 '아시아인의 해방을 위한 성전'이라고 주장하면서 자신의 제자들을 사지로 몰아넣은 인물이었다.
그러므로 친일인명사전의 발간시 고려대학교, 연희대학교(현 연세대학교), 이화여자대학교 등 대학 총장들의 친일행위가 지적되기도 하였다. 김활란 이화여대 초대 총장은 1943년 《매일신보》에 ‘열혈남아이거든 이때를 놓치지 말라’, ‘남자에 지지 않게 황국여성으로서 사명을 완수’(하라)는 글을 기고했다. 또 유진오 고려대 전 총장은 ‘국민총력조선연맹’ 집회에서 지원병 독려 연설을 했고, 백낙준 전 연희대 총장도 ‘조선임전대책협의회’ 결성에 적극적으로 참여했다.

### 광복 이후

#### 광복 직후

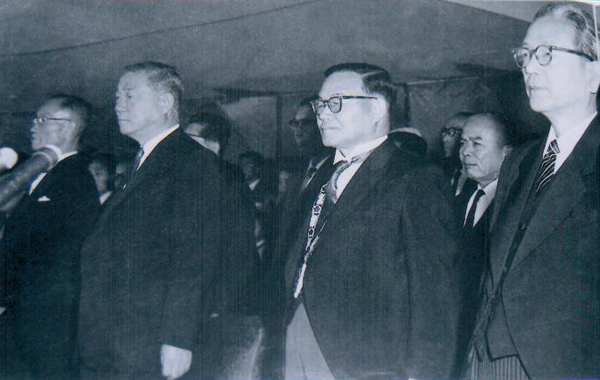
곽상훈, 백낙준, 윤보선, 장면

1945년 9월 경성제국대학교가 적산불하로 미군정에 의해 경성대학교(서울대학교의 전신)으로 개편되면서 경성대학 법문학교 교수가 되고, 법문학부장을 겸임하였다. 또한 미군정에 의해 설치된 조선교육위원회 자문위원으로 위촉되어 교육심의회 구성에 참여하였으며, 정부수립 후에도 한국교육위원회로 개편되었을 때도 자문위원직을 유지하였다.
1945년 12월에 연희전문학교 교장을 맡았고, 11월에 귀국한 대한민국 임시정부 환국봉영회에 참석한 뒤 임정 인사인 신익희, 김구 등과 함께 국민대학설립기성회의 설립에 참여하고, 국민대학설립기성회 창립발기인 및 회원이 되었으며, 국민대학교의 개교와 재단 이사로 참여하였다.
1946년에 연희전문학교가 연희대학교로 승격되면서 초대 총장이 되었다.
1947년 6월 미국 북장로교회의 초청으로 미국을 방문, 1948년 8월 15일 잠시 귀국했다가 다시 돌아가 1948년 11월까지 신앙간증, 순회강연을 다녔다. 순회 강연 도중 1948년 모교인 미국 파크 대학교에서 명예신학박사를 수여받았다. 1948년부터 미국 하버드대학교 옌칭학사(燕京學社, Harvard Yenching Institute)의 후원을 얻어 한국역사학 관련 연구소 설치 및 기금마련운동을 추진하였다. 1949년 12월 연희대학교 내에 부지를 마련하고 동방학연구소(東方學硏究所)를 창립하고 초대 총장이 되었다. 동시에 학회지인 《동방학지》를 발간하고 편집인이 되었다. 동방학연구소는 1977년 연세대학교 국학 연구소로 개편되었다.

#### 정치 활동과 사회단체 활동
1950년 5월부터 1952년 10월까지는 문교부 장관을 맡아 한국 전쟁 중의 교육 문제 해결에 진력하였다. 문교부 장관으로 재직 중, 그는 홍익인간의 교육이념을 세우고 의무교육과 교육자치제를 실시하였으며, 6.25 전쟁 중에는 전시 노천 교육과 전시 연합대학을 설립하기도 하였다. 피난지에서 각 대학의 교수들을 소집하여 대학생들에게 각 전공, 교양 등의 과목을 수학하게 하였으며, 이때에 그는 이승만 대통령과 김성수 부통령에게 의무교육의 필요성을 주장하며 설득하였다. 1950년 장관 재직 중에 총리 서리로 임명되어 국회에 승인요청되었다. 그러나 표결 결과 국회의원 재석 123명 중 찬성 21표, 반대 100표, 기권 2표로 부결되자 대통령 이승만은 국회에 다시 재심을 요청하였으나 받아들여지지 않았다. 이후 국제연합교육과학문화기구 유네스코(UNESCO) 제7차 총회에 한국대표단의 한 사람으로 추가 선출되어 다녀왔다.
1953년 서울특별시 교육회 3대 회장과 4대 회장에 연임되었다. 세계 대학봉사회 한국지부 이사장, 한국 YMCA연맹 위원장과 YMCA 청년회 유지재단 이사장에도 선출되었다. 다시 1954년 유네스코 제8차 총회에 한국수석대표로 참석하였고, 1956년에는 대한교육연합회 회장을 역임하였다. 1954년 미국 스프링필드대학교에서 명예인문학박사를 받고 1958년 디포대학에서는 명예법학박사를 받았다. 1956년부터 한국행정연구회의 창립에 참여하여 그해 10월 12일 한국행정연구회를 창립하고 회원이 되었으며, 같은 날 초대 회장에 선출되어 1959년 8월 31일까지 재직했다. 한미합동경제위원회 등과 함께 1959년 9월 1일에 발간하는 행정학 사전 편찬, 발간사업에 참여하였다.
1959년 동국대에서 백성욱 총장 회갑 기념 논문집을 발간할 때, 편찬위원장으로 참여하였다.

#### 교회 단체 활동
광복 이후에도 그는 1954년 5월~6월 미국 북장로교회 선교부의 초청으로 미국에서 신앙간증, 순회강연을 하였다. 1952년 12월부터 1956년 10월까지는 대한 YMCA 기독교 청년회 연합회 이사장에 선출되고, 퇴임 후 YMCA 기독교 청년회 연합회 유지재단 이사장이 되어 1964년까지 맡아보았다. 또한 크리스찬 아카데미의 후원회원이 되었다.
1966년 스위스 제네바에서 기독교 교파간의 연합 회의인 "교회와 사회 세계회의"에 한국측 대표단의 한 사람으로 참석하고 돌아왔다. 1972년에는 대한예수교장로회 서울 서노회에서 명예목사로 추대되었다. 1981년부터는 한국기독교학교연합회 고문으로 추대되었고, 1982년 한국 기독교 백주년 기념사업회 명예총재로 피선되었다.

### 정치 활동

#### 참의원 의장 재직
1960년 5월 민참의원 선거에서 무소속으로 입후보하여 당선되어 1960년부터 1961년까지 참의원 의원이었고, 1960년 7월에 민의원에서 열린 대통령 선거에서 3표를 얻었다. 1960년 8월부터 1961년 5월 16일까지 참의원 의장으로 재직하였다.
1961년 5월 16일 5.16 군사정변이 발생하여 대한민국 제2공화국의 국회(민의원, 참의원)가 모두 해산되면서 참의원직 및 참의원 의장직을 잃었다.

#### 야당 정치인 활동
1961년 5.16 군사정변 이후에는 야당 지도자로서 반박정희운동에 참여하였다. 그러나 윤보선, 허정, 장면, 이범석, 장택상, 박순천 등 야당의 대권주자로 호명되던 특정인사를 지지하지는 않았다.
1961년에 연세대학교 명예 총장에 추대되었다. 1962년 세계대학봉사회 한국지부 이사장에 선출되고, 같은 해 미국 뉴욕시의 초청으로 도미하여 뉴욕시 대수장(大受章)을 수여받고 돌아왔다. 1964년 연세대학교 재단 이사회에서 이사에 선임되고, 한국연구원 이사장, 한국역사편찬회 편찬위원, 한글학회 이사에 위촉되었다. 1965년 연세대학교로부터 명예문학박사 학위를 받았다. 그해부터 크리스찬 아카데미에 관여하여, 크리스찬 아카데미의 고문, 후원회 회원으로 활동했다.
1966년 12월 24일에 야당 통합과 대통령 후보 단일화 추진을 위한 위원회가 설치되자 고문으로 위촉되었다. 1967년에도 대통령 후보단일화를 놓고 윤보선, 허정 등의 반목이 계속되자 그는 4자회담을 주선, 유진오와 윤보선, 허정 등과 야당 통합 4자회담을 개최하여 대통령 후보로는 윤보선, 당 총재는 유진오로 정하도록 중재하였다.
1969년부터 국토통일원 고문에 위촉되었으나 삼선개헌안에 반대하였다. 1970년 8월 15일에 대한민국 국민훈장 무궁화장을 받았다. 1970년 3월 23일 최현배가 사망하고 그의 추모단체인 외솔회가 창립되자, 외솔회의 창립에도 참여하였다. 1972년 대한민국 국군에 기독교 선교를 활성화할 목적으로 전군 기독교 신자화 후원회를 창립하고 초대 회장이 되었으며, 1977년부터는 전군 기독교 신자화 후원회 고문이 되었다. 전군 기독교 신자화 후원회는 후일 군복음화 후원회로 명칭이 바뀌었다.
1972년 10월 박정희가 10월 유신을 발표하자 반대하여 국토통일원 고문을 사퇴하고 야당 운동에 동참하였으며, 1974년에는 윤보선, 김영삼, 김대중 등과 민주회복국민선언 서명에 동참하였다.
1974년 외솔회의 제2대 이사장이 되었다. 74년부터 84년까지는 외솔회 제2대 재단이사장을 역임하였다. 1979년 크리스찬 아카데미 사건이 발생하자 관련자로 검찰에 조사받았으나 별 혐의점이 없는 것으로 밝혀졌다.

### 생애 후반
1980년 2월에 최규하 정부의 국정자문회의 위원이 되었다. 1981년 4월 23일에 전두환에 의해 국정자문회의 위원에 재선출되었다. 1984년 8월 1일 뇌졸중으로 쓰러져 세브란스 병원에 입원, 지병인 고혈압과 당뇨병, 심부전증, 폐렴 등이 합병증세를 일으켜 혼수상태에 빠졌다. 5개월간 산소호흡기를 착용하며 입원하였다가 1985년 1월 11일 사경을 헤매었다.
저서로는 《한국의 사상과 현실 (韓國의 思想과 現實)》 2권과 《나의 종강록》, 《나의 인생관》, 영어로 된 《한국개신교사 (The History of Protestant Missions in Korea)》, 에세이집인 《시냇가에 심은 나무》 등이 있으며, 사후 1986년 부인 최이권이 출간한 그의 신앙간증, 설교 모음집인 《백낙준박사 설교 모음집:인생의 닻》 등이 있다.

### 서거
1985년 1월 13일에 서울 연세대학교 세브란스 병원에서 뇌졸중, 고혈압, 당뇨병, 심부전증, 폐렴 등의 합병증으로 서거하였다.

### 사후

연세대학교의 백낙준 동상

서울 연세대학교 캠퍼스 대강당과 세브란스 병원에 각각 빈소가 마련되었고 장례위원장에는 윤보선이 선임되었으며, 장례식은 1월 17일 사회장으로 거행되었다. 빈소에는 신병헌 총리 권한대행, 최규하 전임 대통령, 김상협 고려대학교 명예 총장, 이천환 연세대학교 재단 이사장, 유태흥 대법원장, 허정 전 대통령권한대행 겸 총리, 민복기, 이호, 강원룡 등과 그밖에 민주정의당의 권익현, 민한당의 유치송 등 각 정당인사들 2천여명이 당일 방문하였다. 시신은 신촌로터리, 공덕동로터리와 여의도에서 각각 노제를 지낸 뒤 국회의사당을 돌아보고 동작동 국립묘지에 안치되었다.
12월 14일에는 연세대국학연구원에서 백낙준박사 추모논총이 헌정되었다.
1994년 연세대학교에서 용재 백낙준 박사 기념사업회가 설립되었으며, 1995년부터는 용재 백낙준 기념사업회에서 대학 교수, 학자에게 시상하는 용재 백낙준 학술상을 제정하고, 교수에게 헌정하는 용재 석좌교수 수여를 신설하였다.
2005년에 연세대학교 교내 단체인 민주노동당 학생위원회에서 연세대학교 친일파라고 지목당했다. 2008년 민족문제연구소가 친일인명사전에 수록하기 위해 정리한 친일인명사전 수록예정자 명단 교육·학술 부문에 지목되었으며 2009년 친일반민족행위진상규명위원회가 발표한 친일반민족행위 705인 명단에도 포함되었다.
2008년 8월에 학술지 《한국사 시민강좌》 43호에서 대한민국 건국 60주년 특집으로 건국의 기초를 다진 32명을 선정할 때 교육·학술 부문의 한 사람으로 선정되었다.

## 저서
- 《한국의 사상과 현실 (韓國의 思想과 現實)》(상, 하권)
- 《한국개신교사 (The History of Protestant Missions in Korea)》(英文)
- 《나의 종강록》
- 《나의 인생관》
- 에세이집 《시냇가에 심은 나무》
- 신앙간증, 설교 모음집《백낙준박사 설교 모음집:인생의 닻》

## 수상 경력
- 1962년 뉴욕시 훈장 대수장
- 1970년 8월 15일 대한민국 국민훈장 무궁화장

## 학위
- 1922년 미국 파크대학교 문학사(역사학)
- 1923년 프린스턴 대학교 신학학사
- 1925년 프린스턴 대학교 대학원 신학박사
- 1927년 예일대학교 대학원 철학박사
- 1948년 파크대학교 명예신학박사
- 1954년 스프링필드대학교 명예인문학박사
- 1958년 디포대학교 명예법학박사
- 1965년 연세대학교 명예문학박사

## 가족 관계
- 아버지 백영순(白永淳)
  - 형 : 백내문
  - 누나 : 2명
- 부인 : 최이권(崔以權, 1905년 ~ 1990년), 서울 YWCA 회장 역임
  - 아들 : 백순익(白舜火+翌, 1933년 ~ 사망)
  - 며느리 : 현혜숙(성악가), 피아니스트 겸 작곡가, 대학 교수 현제명의 딸
  - 아들 : 백성익(白成火+翌, 1936년 ~ 사망), 미국 레이시언 컴퍼니 부사장 역임
  - 아들 : 백관익(白寬火+翌, 1941년 ~ 사망), 미국 볼티모어선 신문사 편집국 부국장
  - 아들 : 백창익(白彰火+翌, 1947년 ~ )
- 처제 : 최이순(崔以順, 1910년 ~ 1987년), 대한적십자사 부총재 역임

## 기타
- 그는 교총의 전신인 대한교육연합회의 창설에도 관여하였고, 1956년에는 교육연합회(교총) 회장에도 선임되었다.
- 1960년 8월 9일부터 8월 12일까지는 대통령 권한대행직을 수행하였다.
- 1927년부터 연희전문학교와 그 후신인 연희대학, 연세대학교의 문과 교수와 학장, 총장을 역임하였지만 1927년부터 12년간 그는 보성전문학교와 근화여자실업학교, 이화여자전문학교에도 문과 교수로도 출강했고, 1945년 9월부터 12월까지는 서울대학교의 전신인 경성대학에서도 3개월간 법문학부 교수 및 학과장으로 재직했다.
- 1950년 그는 의무교육 실시와 교육자치제를 이승만 대통령과 김성수 부통령에게 건의하였다. 그의 건의는 채택되어 52년 5월부터 각 시,군,구별로 시,군,구 교육청과 도 교육청이 설치되고 시,군,구 교육감 선거, 도 교육감 선거가 실시되었다. 시,군,구 교육감은 후일 교육장으로 명칭이 변경되었다. 백낙준의 전국민 의무교육 제안은 1958년에 채택되어 58년부터 국민학교(초등학교의 전신) 의무교육부터 단계적으로 실시되었다.
- 1959년 동국대 백성욱 총장 회갑 기념 논문집 편찬위원장으로 있을 때, 기념 논문으로 헌정된 논문 중 이을호의 정약용 연구 논문을 보고, 다산 정약용 연구에 써 달라며 미국 돈 5백 달러를 이을호에게 조건 없이 기부하였다.[7] 1959년 동국대에서 백성욱 총장 회갑 기념 논문집을 만들기 위해 교수들에게 원고를 청탁했다. 당시 이을호는 '유불상교(儒佛相交)의 면에서 본 정다산(丁茶山)'이라는 글을 썼다.[7] 백낙준은 이을호의 논문을 보고 전남대 총장에게 전화를 걸었다. 내용인즉 당신 학교에 있는 이을호 교수를 연세대 총장실에서 만나도록 주선해달라 하였다. 백낙준은 이을호에게 미화 500달러가 담긴 봉투를 내밀었다.[7] 그 돈으로 정약용 연구에 전념해달라는 부탁이었다. 선생은 이를 계기로 다산 경학 연구에 전념하기 시작한다.[7]
- 1966년 그는 이을호가 정약용 연구 논문으로 박사학위를 받는 것을 주선해주었다. 1966년 봄, 이을호는 다산경학사상연구라는 논문을 완성됐다. 당시 미국에 체류하던 백낙준에게 연락하자 그는 이을호에게 서울대학교 대학원장에게 그 논문을 제출하라 했다. 당시 대학원장은 박종홍 교수였다. 박 교수는 논문을 보고 박사학위 신청을 권고했다. 그리고 대학원 위원들의 만장일치로 1967년 봄 학위를 수여했다.[7]

## 같이 보기
- 한국행정학회
- 한국교원단체총연합회
- 동방학회
- 연세대학교
- 고려대학교
- 서울대학교
- 진단학회
- 세브란스병원
- 현제명
- 이병도

## 역대 선거 결과
| 실시년도 | 선거   | 대수 | 직책   | 선거구           | 정당   | 득표수    | 득표율          | 순위 | 당락 | 비고 |
| -------- | ------ | ---- | ------ | ---------------- | ------ | --------- | --------------- | ---- | ---- | ---- |
| 1960년   | 총선   | 5대  | 참의원 | 서울특별시 제1부 | 무소속 | 328,485표 | \| \| 39.45% \| | 1위  |      | 초선 |
|          | 39.45% |      |        |                  |        |           |                 |      |      |      |

## 참고 자료
- 백낙준 - 대한민국헌정회
- 반민족문제연구소 (1994년 3월 1일). 〈백낙준 - 제자를 성전에 내몰고도 추앙받는 교육자 (전미숙)〉. 《청산하지 못한 역사 3》. 서울: 청년사. ISBN 978-89-7278-314-5.
- 최이권, 《백낙준박사 설교 모음집:인생의 닻》(정음문화사, 1986)
- 백낙준, 《나의 인생관》(휘문출판사, 1971)
- 연세대학교 출판부, 《연세대학교백년사 1,2》(연세대학교 출판부, 1985)
- 백낙준, 《한국개신교사》(한글) (연세대학교 출판부, 1973)
- 백낙준, 《백낙준 전집》 (연세대학교출판부, 1995)

## 주해
1. ↑  상황기피자들은 말한다. 고려대학의 전신인 보성전문을 운영했던 인촌 김성수가 조선 학생들에게 일본의 대동아전쟁에 협력하라는 글을 쓰고 재학생들에게 가정방문으로 적극적인 동참과 협력을 구하는 등 친일에 앞장서서 황국신민이 될 것을 촉구함으로써 친일인명사전에 등재되기는 했지만 그를 무조건 악으로만 볼 것이 아니라 일제침략 하에서 학교를 운영하기 위해 어쩔 수 없는 선택이기에 일제침략에 협력할 수밖에 없었다는 불가피성을 학생들이 배울 수 있도록 해야 된다는 의도에서 교과서에 서술한 것이라고, 이런 궁색한 변명으로 옹호하면서 조선임전보국단으로 함께 활약한 이화여전의 김활란과 연희전문의 백낙준 등도 두둔하였다. 

이러한 편리한 논리로 일본 총독부의 탄압이 극심했던 시절 조선 학생들을 향해 일본과 조선이 하나라며 내선일체를 강조하며, 일본 천황 아래 황국신민이 된 것에 감사하며, 일본 종교인 신도에 참배하는 신사참배할 것을 강요하여 양심을 기망토록 하고, 대동아공영권을 주창하며 일본이 일으킨 침략전쟁의 총알받이로 나갈 것을 조선 청년들에게 독려한, 그래서 일본군의 부족한 병력을 강화시켜 오히려 전쟁을 더 지속하게 만드는데 일조한 이들이 있었기에 조선의 교육기관이 유지되었고, 이를 통해 조선 청년들에게 교육을 시킬 수 있었음을 다행으로 생각해야 한다고 강조한다. 어떻게 보면 맞는 듯하지만 이러한 상황논리는 몰가치적이다. 

숭실대학은 일본의 신사참배에 응할 수 없다며 자진폐교하였다. 그리고 1954년에 서울에서 다시 대학문을 열었다. 만일 그때 모든 학교가 일본에 저항하며 폐교의 길을 함께 걸었다면, 그 응집된 힘이 오히려 일본패망을 앞당겼을 것이고, 민족 전부가 사는 길이 앞당겨져 왔을 것이다. 모두 저항하는 길 대신 일부가 무릎 꿇고 복종하는 길을 선택해, 저항하는 자들을 죽게 만들고, 배신한 자기들만 살아남았다. 이런 상황논리를 계속 주장하며 일본에 협력하는 길을 선택함으로써 자신들만 살아남고서는, 이제 와서는 그때 상황이 그러했으니 그럴 수밖에 없었다며 자신들의 정당성을 옹호하는 상황기피자들은 그래서 몰염치하고 비겁하다는 것이다.[3]